# Eupsophus queulensis
Eupsophus queulensis är en groddjursart som beskrevs av Veloso, Celis-Diez, Guerrero, Méndez-Torres, Iturra-C. och Ester Simonetti 2005. Eupsophus queulensis ingår i släktet Eupsophus och familjen Cycloramphidae. IUCN kategoriserar arten globalt som sårbar. Inga underarter finns listade i Catalogue of Life.